# هياليه (فلوريدا)
هياليه (بالإنجليزية: Hialeah)‏ هي مدينة أمريكية تقع في ولاية فلوريدا. تبلغ مساحة هذه المدينة 51.51 (كم²)،ويبلغ عدد سكانها 224669 نسمة حسب إحصاء سنة 2010 م 224669.تشير إحصاءات سنة 2000م بأن الكثافة السكانية في هذه المدينة تقدر بـ(4216.3) نسمة/كم2 

## أعلام
- لويس غونزاليس
- كارلوس إدواردو مندوزا
- مارسيلينو لوبيز
- جيمي براون
- ستيفن تايلور
- بيل هايندان
- ريغي أوتيرو
- سركيس سوغناليان
- روخيليو ألفاريز
- غريغ جاكسون